# Ekisius vitreus
Ekisius vitreus là một loài bọ cánh cứng trong họ Cleridae. Loài này được Winkler miêu tả khoa học đầu tiên năm 1987.